# 郭庄三清殿
郭庄三清殿，位于山西省晋城市泽州县川底乡郭庄村。
2007年1月，郭庄三清殿公布为第二批晋城市文物保护单位，编号2-14。2021年8月4日，郭庄三清殿公布为第六批山西省文物保护单位，古建筑类，年代为元，编号6-191。